# Медаль «300 лет Балтийскому флоту»
Меда́ль «300 лет Балти́йскому фло́ту» — ведомственная медаль Министерства обороны Российской Федерации, учреждённая приказом Министра обороны Российской Федерации № 160 от 16 мая 2003 года.

## Правила награждения
Согласно Положению медалью «300 лет Балтийскому флоту» награждаются:
- военнослужащие Балтийского флота, добросовестно исполняющие должностные обязанности и имеющие выслугу 10 лет и более в календарном исчислении по состоянию на 18 мая 2003 года;
- гражданский персонал Балтийского флота, добросовестно исполняющий должностные обязанности и имеющий стаж работы с учетом военной службы 25 лет и более в календарном исчислении по состоянию на 18 мая 2003 года;
- другие лица, оказывающие содействие в решении задач, поставленных перед Балтийским флотом.

Награждение медалью производится приказом главнокомандующего Военно-Морским Флотом по представлению командующего Балтийским флотом в установленном порядке.

## Правила ношения
Медаль носится на левой стороне груди и располагается после медали Министерства обороны Российской Федерации «200 лет Министерству обороны».

## Описание медали
Медаль изготавливается из металла серебристого цвета, имеет форму круга диаметром 32 мм с выпуклым бортиком с обеих сторон. На лицевой стороне медали: в центре — рельефное изображение в виде ростральной колонны; в правой части — рельефное изображение Военно-морского (Андреевского) флага Российской Федерации; рельефная надпись: по кругу в левой части — «БАЛТИЙСКИЙ ФЛОТ»; по центру — в две строки: «300 лет». На оборотной стороне медали: в центре — рельефное изображение эмблемы Военно-Морского Флота; рельефная надпись: по кругу в верхней части — «МИНИСТЕРСТВО ОБОРОНЫ», в нижней части — «РОССИЙСКОЙ ФЕДЕРАЦИИ».
Медаль при помощи ушка и кольца соединяется с пятиугольной колодкой, обтянутой шёлковой муаровой лентой шириной 24 мм. С левого края ленты оранжевая полоса шириной 10 мм окаймлена чёрной полосой шириной 2 мм, правее — равновеликие синяя и белая полосы, посередине белой полосы — две красные полосы шириной 2 мм.
Элементы медали символизируют:
- изображение ростральной колонны (мемориальный символ героических побед, одержанных российскими моряками при становлении Военно-Морского Флота) — мужество и героизм моряков Балтийского флота при защите Отечества;
- изображение Военно-морского (Андреевского) флага Российской Федерации — принадлежность Балтийского флота к Военно-Морскому Флоту;
- оранжевая полоса ленты медали, окаймлённая чёрной полосой, — статус медали как ведомственной награды Министерства обороны Российской Федерации;
- синий и белый цвета полос ленты (цвета Андреевского флага) — предназначение медали для награждения личного состава Военно-Морского Флота;
- две красные полосы — боевые заслуги Балтийского флота, дважды отмеченные орденом Красного Знамени.

## Дополнительные поощрения награждённым
- Согласно Федеральному закону РФ «О ветеранах» и принятым в его развитие подзаконным актам, лицам, награждённым до 20 июня 2008 года медалью «300 лет Балтийскому флоту», при наличии соответствующего трудового стажа или выслуги лет представляется право присвоения звания «ветеран труда»[1].